# Gertwiller
Gertwiller je občina v departmaju Bas-Rhin francoske regije Alzacija.
Leta 1990 je v občini živelo 774 oseb oz. 158 oseb/km².